# Istintualità
Il termine istintualità vuole designare la caratteristica di comportamenti determinati dall'istinto vale a dire da un impulso di origine psichica o motivazione psicologica che, anche in contrasto con la ragione, spinge un essere vivente ad agire per la realizzazione di un particolare obiettivo, mediante schemi d'azione automatici che cioè non siano frutto di apprendimento empirico né di scelta personale.

## Caratteristiche
Di istintualità si parla specialmente in riferimento al comportamento animale considerato come innato, cioè come se derivasse da una caratteristica insita nel suo patrimonio genetico che viene messa in atto in modo del tutto analogo da diversi individui, spesso senza che ne sia chiaro lo scopo.
Il termine istintualità viene impropriamente usato nella descrizione della disciplina giapponese dell'aikido riferendolo ad azioni che, contrariamente alla definizione linguistica, sono acquisite, cioè che nessuno possiede in modo innato e spontaneo ma che sono la conseguenza di un'abitudine «frutto di un allenamento particolare che rende automatici certi comportamenti come se ci fossero stati conferiti in modo innato.» 
Così, ad esempio, sono reazioni cosiddette "istintuali" le complesse reazioni istantanee fra di loro combinate ed armonicamente sincronizzate quali le azioni contemporaneamente esercitate su freno, frizione, cambio, acceleratore, volante che, quando siamo alla guida di un autoveicolo, poniamo in essere in situazioni d'emergenza senza pensare ai gesti che compiamo poiché sono state acquisite per abitudine dopo molte esperienze.